# Angiolo Silvio Ori
Angiolo Silvio Ori (Lizzano in Belvedere, 19 dicembre 1922 – Bologna, 8 novembre 2004) è stato un giornalista italiano.

## Biografia
Di formazione cattolica, partecipò alla Resistenza nelle formazioni partigiane; nel dopoguerra conseguì divenne giornalista professionista; collaborò con quotidiani come «Il Resto del Carlino» e «La Gazzetta di Modena», nonché con il quotidiano cattolico «L'Avvenire d'Italia», del quale fu vicedirettore. Fu segretario nazionale dell'Unione cattolica stampa italiana. Alla fine degli anni Sessanta passò alla Rai come inviato speciale, prima sulle reti nazionali e in seguito alla sede regionale di Bologna.
Angiolo Silvio Ori fu anche scrittore di saggi: in essi ha raccontato con occhio critico le vicende che hanno coinvolto i maggiori gruppi finanziari italiani.

## Opere
- Viceré a Torino. Il potere degli Agnelli, Settedidenari, Bologna, 1969
- I faraoni di Milano. La favolosa Italia degli affari, Settedidenari, Bologna, 1970
- L'affare Montedison. Un giallo all'italiana, Settedidenari, Bologna, 1971
- Dove va l'industria alimentare italiana ? Anatomia di una crisi, S.T.E.M. Mucchi, Modena, 1973
- Banca Padrona. La mano privata nelle banche e negli istituti di credito ordinario, SugarCo, Milano, 1976
- Banchieri e bancarottieri. La mano pubblica: vizi occulti e peccati palesi dei bachieri di stato, SugarCo, Milano, 1976
- Il carrozzone. Uomini, fatti e cifre dell'IRI, SugarCo, Milano, 1977
- Storia di una dinastia. Gli Agnelli e la Fiat. Cronache «non autorizzate» dei cento anni della più grande industria italiana, Editori Riuniti, Roma, 1996